# Новый Балан
Новый Балан (рум. Balanul Nou, Баланул Ноу) — село в Рышканском районе Молдавии. Наряду с селом Рамазан входит в состав города Рышканы.

## География
Село расположено на высоте 188 метров над уровнем моря.

## Население
По данным переписи населения 2004 года, в селе Баланул Ноу проживает 422 человека (205 мужчин, 217 женщин).
Этнический состав села:
| Национальность | Число жителей | Процентный состав |
| -------------- | ------------- | ----------------- |
| украинцы       | 365           | 86.49             |
| молдаване      | 56            | 13.27             |
| гагаузы        | 1             | 0.24              |
| Всего          | 422           | 100%              |